# Episodi di Startime
La prima ed unica stagione della serie televisiva Startime, composta da 33 episodi, è stata trasmessa negli Stati Uniti d'America dall'emittente NBC dal 6 ottobre 1959 al 31 maggio 1960.
In Italia, la stagione è inedita.
| nº | Titolo originale                               | Prima TV USA     |
| -- | ---------------------------------------------- | ---------------- |
| 1  | The Wonderful World of Entertainment           | 6 ottobre 1959   |
| 2  | The Jazz Singer                                | 13 ottobre 1959  |
| 3  | The Turn of the Screw                          | 20 ottobre 1959  |
| 4  | The Secret World of Kids                       | 27 ottobre 1959  |
| 5  | The Dean Martin Variety Show                   | 3 novembre 1959  |
| 6  | The Wicked Scheme of Jebal Deeks               | 10 novembre 1959 |
| 7  | The Big Time                                   | 17 novembre 1959 |
| 8  | Merman on Broadway                             | 24 novembre 1959 |
| 9  | Something Special                              | 1 dicembre 1959  |
| 10 | My Three Angels                                | 8 dicembre 1959  |
| 11 | Cindy's Fella                                  | 15 dicembre 1959 |
| 12 | Christmas Startime                             | 22 dicembre 1959 |
| 13 | Meet Cyd Charisse                              | 29 dicembre 1959 |
| 14 | The Man                                        | 5 gennaio 1960   |
| 15 | The Dean Martin Variety Show (II)              | 12 gennaio 1960  |
| 16 | Crime, Inc.                                    | 19 gennaio 1960  |
| 17 | The Wonderful World of Jack Paar               | 26 gennaio 1960  |
| 18 | The Greatest Man Alive                         | 2 febbraio 1960  |
| 19 | The Swingin' Years                             | 9 febbraio 1960  |
| 20 | Closed Set                                     | 16 febbraio 1960 |
| 21 | The Talent Scouts Program                      | 23 febbraio 1960 |
| 22 | Jeff McCleod, the Last Reb                     | 1 marzo 1960     |
| 23 | The Swingin' Singin' Years                     | 8 marzo 1960     |
| 24 | Academy Award Songs                            | 15 marzo 1960    |
| 25 | Dear Arthur                                    | 22 marzo 1960    |
| 26 | The Young Juggler                              | 29 marzo 1960    |
| 27 | Incident at a Corner                           | 5 aprile 1960    |
| 28 | Well, What About You?                          | 19 aprile 1960   |
| 29 | Soldiers in Greasepaint                        | 26 aprile 1960   |
| 30 | Fun Fair                                       | 3 maggio 1960    |
| 31 | Tennessee Ernie Ford Meets King Arthur         | 10 maggio 1960   |
| 32 | The Mitch Miller Variety Show                  | 24 maggio 1960   |
| 33 | The Nanette Fabray Show, or Help Me, Aphrodite | 31 maggio 1960   |